# یواس‌اس ناکسویل (پی‌اف-۶۴)
یواس‌اس ناکسویل (پی‌اف-۶۴) (به انگلیسی: USS Knoxville (PF-64)) یک کشتی بود که طول آن ۳۰۳ فوت ۱۱ اینچ (۹۲٫۶۳ متر) بود. این کشتی در سال ۱۹۴۳ ساخته شد.